# Медовина (напитка)
 Тази статия е за напитката Медовина.  За селото в Североизточна България със същото име вижте Медовина (село).  
Медовина или медено вино е алкохолна напитка, която се прави от мед и вода посредством ферментация с дрожди. Алкохолното съдържание варира от това на лека бира до силно вино. Медовината може да бъде още газирана или пенлива; суха, полусладка или сладка.
В зависимост от местните традиции и специфични рецепти, може да се вари с билки, плодове или зърнена каша. Може да се произвежда от ферментация на мед с малцова каша; може да се ароматизира с хмел до постигане на горчив подобен на бира аромат. Някои манастири все още поддържат старата традиция за направа на медовина като страничен продукт на пчеларството, особено в тези райони, в които не може да расте грозде.

## История
Произходът на медовината се губи в праисторията. Тя е известна от много източници от древната история на Европа, Азия и Африка, но археологическите доказателства за нея са неясни. Най-ранните, отнасящи се за използване на мед в алкохолни напитки датират от 7000 пр.н.е. В Северен Китай са открити грънчарски съдове, съдържащи смес от мед, ориз и различни плодове, заедно с органични съединения на ферментация. В Европа първите установени проби са намерени в керамични съдове, датиращи от културата „Бел Бейкър“ (2400 – 1800 пр.н.е.).
Най-ранното оцеляло описание на медовина вероятно е под формата на химни в "Ригведа" , една от свещените исторически книги на ведическата религия и индуизма датиращи от 1700 – 1100 г. пр.н.е. По времето на „Златният век“ на древногръцката цивилизация се смята, че медовината е била предпочитана напитка. Аристотел (384 – 322 г. пр.н.е.) разисква медовината в "Метеорологика" и в други свои произведения, а Плиний Стари (23 – 79 г.) я нарича „militites“ в неговата Naturalis Historia и разграничава виното подсладено с мед (медено вино) от медовината. Римският писател и биолог Луций Колумела, представя рецепта за медовина в своята книга De Re Rustica около 60 г.
Разпространена е и сред прабългарите. Около 550 г. британският бард Талиесин пише "Kanu y med " („Песен за Медовината“).  Легендарни пиянства и надпивания с медовина, празници и хвалби на бойци, случили се някъде около 700 г. са отразени в средновековната уелска епичната поема "Y Gododdin". Тя е позната и на германските племена в Северна Европа, била е широко използвано питие сред скандинавските народи. В староанглийската епична поема "Беоулф", датските (от племето дани) бойци пият медовина.

## Производство и вариации

### Разработки
Исторически погледнато, медовината е ферментация на диви дрожди и бактерии живеещи в обелките на плодовете или в самия мед. Дивите дрожди общо взето имат противоречив резултат и в наше време някои пивоварни, имат изолирани щамове, които използват за направата на напитката. Определени щамове постепенно стават свързани (асоциират се) с определени видове медовина. В по-голямата си част тези щамове се използват също и за производството на бира и вино. Все пак някои лаборатории като: „White Labs“, „WYeast“, „Vierka“, са разработили специални щамове дрожди, които се използват за производството на медовина. Тези специални дрожди са създадени за да запазват по-добре деликатният аромат на мед от бирените и винените дрожди.
Медовината може да има широка гама от вкусове, в зависимост от произхода на меда, добавките включващи плодове и подправки, закваската употребена по време на ферментацията и времето на отлежаване. Някои медовини може да запазят оригиналния аромат от използвания мед или да бъдат считани за десертни вина. Сухи медовини също се произвеждат, а някои производители предлагат газирана медовина. Медовината може да бъде дестилирана с алкохолно съдържание, колкото на бренди или ликьор. Тази версия се нарича „honey jack“ (медена ракия).
Медовината може се окаже трудна за намиране в търговската мрежа и поради подвеждаща или неясна информация. Има много видове „faux-meads“ (фалшива-медовина), които всъщност са евтини вина с голямо количество добавен мед, използвайки се също и за направата на сладки ликьори. Някои производители представят бяло вино с добавен мед (подсладено) за медовина, докато в други случаи това, че напитката е медовина може да не се упоменава изрично в наименованието - например медовина, направена с канела, може да бъде посочена като „канелен сайдер“.

### Регионални варианти
Във Финландия медовината се нарича sima и е съществена сезонна напитка, свързваща се с финландската „Валпургиева нощ“. Обикновено се подправя като се добавят и вътрешността и резени от лимон. По време на вторичната ферментация се добавят стафиди, като средство за контролиране нивата на захарта, и показател за готовността за консумация (стафидите се надуват, абсорбирайки въглеродният диоксид и се издигат в горната част на бутилката, когато питието е готово).
В Етиопия медовината се нарича tej (амхарски: ጠጅ) и обикновено се приготвя в домашни условия. Ароматизира се със стрити на прах кора и листа от зърнастец (Rhamnus frangula), които съдържат хмело-подобен горчив агент. По-сладката и по-слабо алкохолна версия на питието се нарича berz – прави се чрез по-кратък период на стареене. Традиционния съд за пиене на tej е с кръгла вазо-подобна форма и се нарича berele. Медовина, позната като iQhilika по традиция се приготвя от народността кхоса в Южна Африка.
Глинтвайн (на немски: gluhender Wein, буквално: „пламтящо вино“, напитка от червено вино с добавка на подправки и захар, може да се добавят плодове, сухи плодове, канела, карамфил, анасон, джинджифил, а също така и мед, както и кора на цитрусови плодове. В някои рецепти се използва и по-силен алкохол като ром или коняк), също може да се нарече медовина.
Медовината е популярна още в Централна Европа и прибалтийските републики. На полски език медовината се нарича miód pitny (мед за пиене). В Русия медовината е популярна под имената медовуха (напитка, базирана на мед и известна е още от периода на езическите времена) и сбитень (напитка, базирана на мед, примесена с вода, подправки и конфитюр). В сравнение с квас, сбитень е много лесна за приготвяне. Според някои рецепти се приготвя, като продуктите се смесват и се варят заедно. Напитката става алкохолна, когато водата се замени с вино. Може да се гарнира с ментови листа и канела. Двете напитки се споменават в произведения на различни руски писатели от 19 век, включително Гогол, Достоевски и Толстой.

### Рецепта
В 10 литра мека вода се разтварят при бъркане 3,6 кг. мед, загрява се до кипене и се вари 1 – 2 часа. Горещият разтвор се прелива в чист закрит съд (буре) или емайлиран съд с плътно прилягащ капак (ако се налее в стъклен съд, той ще се спука), вместимостта на който трябва да е приблизително с 3 – 4 л. по-голяма от количеството на приготвения разтвор. Прибавят се корите на 1 – 2 лимона, 2 г. карамфил, 10 – 12 г. канела и накрая 3 – 4 лъжици пресен мед за подкваса. На съда се прикрепя ферментационна тапа и разтворът се оставя да ферментира при обикновена температура (15 – 20 °C). Приблизително след около 7 – 8 седмици медовината става прозрачна (избистря се) и тогава може да се прелее в стъклени дамаджани, които се пълнят догоре. Ферментационната тапа се оставя на втулката на дамаджаната и след 3 – 4 месеца готовата медовина се пълни в бутилки.

### Галерия
- Trójniak е полска медовина, в рецептата на която водата и медът са в пропорция 2:1.
- Домашно приготвена медовина
- Чаша с медовина